# Cuentas del Gran Capitán
Las Cuentas del Gran Capitán son un  tópico cultural español que se basa en una anécdota atribuida a Gonzalo Fernández de Córdoba, el Gran Capitán, que ridiculizó a Fernando el Católico cuando éste le pidió cuentas de los gastos en que había incurrido durante la campaña de Nápoles, a finales del año 1506. La respuesta de aquel fue desafiar al rey con una enumeración de gastos exorbitantes en conceptos absurdos (la frase más famosa de la respuesta, que suele usarse también como tópico, es en picos, palas y azadones, cien millones…) pero que aludían directamente al heroísmo de sus soldados y a las victorias conseguidas, que habían supuesto la derrota francesa y proporcionado en la práctica acceso al resto de Italia desde la base del reino de Nápoles. Como frase hecha, se utiliza para calificar de exagerada a una relación de gastos, o incluso a un listado de cualquier tipo, para ridiculizar una relación poco pormenorizada o para negar una explicación pedida por algo a la que no se tiene derecho.

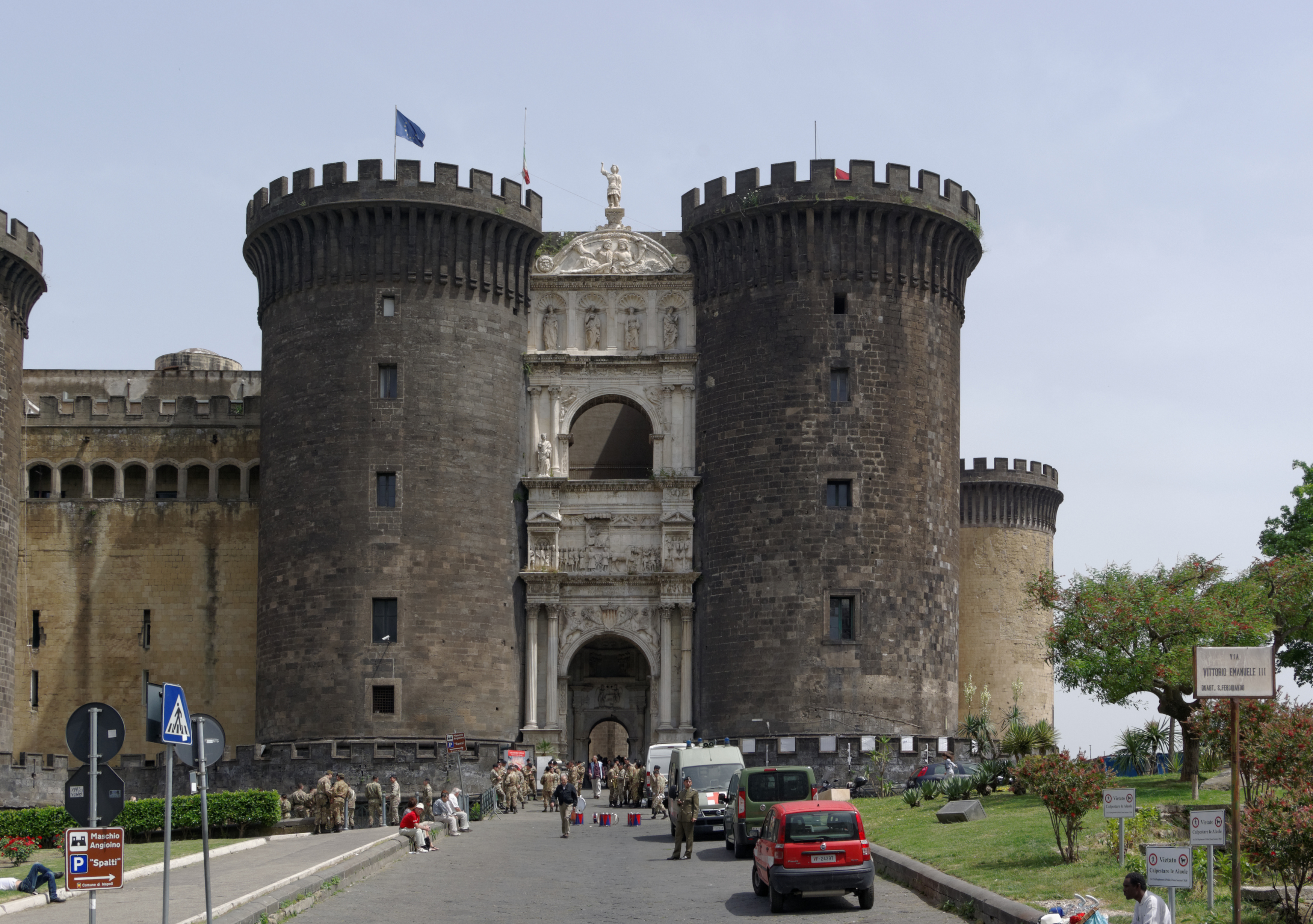
Castel Nuovo, Nápoles, donde posiblemente tuvo lugar la anécdota.

## Tópico y estereotipo
Como tópico, viene a coincidir con el estereotipo que se dibuja del carácter nacional español en el siglo XVI, que en sus extremos más negativos es fijado en la Leyenda Negra, y en sentido contrario, es tomado como muestra de las virtudes viriles de la raza española. Como en la anécdota, este carácter sería fiel pero orgulloso, desapegado de lo material, valiente hasta la temeridad, violento y desafiante, y no se rebaja a rendir ni pedir cuentas (únicamente a las de lances amorosos y muertos en desafío que Don Juan Tenorio hace con Don Luis Mejía, que había puesto su pica en Flandes, mientras el otro lo hacía en Italia).

## Tratamiento literario
El tratamiento literario del hecho se debe a una recomposición (véase más abajo un texto que puede considerarse más próximo al real) que comienza rimada y que habrá de considerarse popular, puesto que más que del original o de otro autor conocido provendría de sucesivos añadidos:

Cien millones de ducados en picos, palas y azadones para enterrar a los muertos del enemigo. Ciento cincuenta mil ducados en frailes, monjas y pobres, para que rogasen a Dios por las almas de los soldados del rey caídos en combate. Cien mil ducados en guantes perfumados, para preservar a las tropas del hedor de los cadáveres del enemigo. Ciento sesenta mil ducados para reponer y arreglar las campanas destruidas de tanto repicar a victoria. Finalmente, por la paciencia al haber escuchado estas pequeñeces del rey, que pide cuentas a quien le ha regalado un reino, cien millones de ducados.

Más de un siglo más tarde, parte de la divulgación del tópico se debe a una obra de teatro homónima, de Lope de Vega.

## Los hechos y su significado
Una interpretación del hecho supone que, tras la muerte de Isabel la Católica en 1504, viendo su viudo Fernando el Católico que la Guerra de Italia estaba siendo enormemente costosa, pidió a Gonzalo Fernández de Córdoba que le presentara cuentas justificadas de tales gastos. Parece ser que los enemigos políticos del Gran Capitán querían aprovechar la muerte de la reina, hasta entonces valedora del militar castellano.
Una narración clásica, que no se priva de aplaudir el desplante castizo del Gran Capitán, se encuentra en la biografía del Gran Capitán obra de Luis María de Lojendio:

En la tarea de revisión administrativa a que se aplicaba don Fernando llegó su turno al obligado descargo de la gestión económica. El Rey, que vivía en constante forcejeo con la penuria de medios que le ahogaba, concedía a este capítulo una gran importancia. Entre sus contadores figuraba Juan Bautista Spinelli, que había cultivado en el ánimo del Monarca los grandes recelos sobre el despilfarro del Gran Capitán, «así como aquel que sagacísimamente buscaba las cuentas de lo gastado y de todo lo recibido, y mostró cómo no había dejado cosa alguna en el fisco, a fin que dando desordenadamente viniese a ganar nombre de liberalísimo» (Paulo Jovio, pg. 540). Al decir de la crónica manuscrita, este Spinelli se mostraba ahora arrogante con Gonzalo. Se había crecido, confiando en la protección de don Fernando. Llegó a comportarse en público con notoria falta de respeto. Y en cierta ocasión en que se manifestó así ante don Gonzalo y su acompañamiento, «aunque el Gran Capitán era el hombre del mundo más sufrido y que de mejor voluntad perdonaba las injurias, visto que todos aquellos caballeros habían mirado en ello y a él díjo: Venid acá Juan Baptista. Soliades vos pasar por delante de mi con tanto desacato. Y antes que respondiese, le tomó por los cabellos y le dio dos bofetadas, de manera que le hinchó la boca de sangre» (Crónica manuscrita pg. 445). Este pudo ser, muy bien, el estado de ánimo en que Gonzalo de Córdoba fue llamado a rendir cuentas de su administración. De todos es conocida la leyenda famosa. Casi con las mismas palabras consignan el incidente de la crónica general (pg. 224 y 225), la manuscrita (pg. 443) y Paulo Jovio (542 y 543):

«Había Gonzalo Hernández en aquellos días burlado la diligencia y curiosidad de los tesoreros envidiosos, y a él enojados y al Rey poco honrosos, que siendo llamado como a juicio para que diese cuenta de lo gastado en la guerra y del recibo asentado en la tesorería y mostrando ser muy mayor la entrada que no era lo gastado, respondió muy severamente que él traería otra escritura muy más auténtica que ninguna de aquéllas, por lo cual mostraría, clara y patentemente que, había mucho más gastado que recibido y que quería que le pagasen todo el alcance de aquella cuenta como deuda que le debía la Cámara Real. El día siguiente presentó un librillo y con un título muy arrogante con que puso silencio a los tesoreros y al Rey y todos mucha risa. En el primer capítulo asentó que había gastado en frailes y sacerdotes, religiosos, en pobres y monjas, los cuales continuamente estaban en oración rogando a Nuestro Señor Jesucristo, y a todos los santos y santas que le diesen victoria, doscientos mil y setecientos treinta y seis ducados y nueve reales. La segunda partida asentó setecientos mil y cuatrocientos y noventa y cuatro ducados a las espías de los cuales había entendido los designios de los enemigos y ganado muchas victorias, y finalmente, la libre posesión de tan gran reino. Entendida del Rey la argucia mandó poner silencio, porque quien sería aquél si no fue algún ingrato o verdaderamente de baja y vil condición que buscase los deudores y quisiese saber el número de los dineros dados secretamente de un tan excelente capitán» (Crónica general, pgs. 244 y 245).

Esta es una de las anécdotas de que más ha gustado la fantasía española, porque el gesto de Gonzalo, con cuanto tiene arrogancia y desplante, de fino humor y amarga ironía, encaja plenamente en la psicología de su pueblo. Y como ocurre en España con todos los relatos ingeniosos, la fantasía, cuando se apoderó de él, lo fue completando. Las partidas de esa cuenta famosa se ampliaron. Ya no se trataba tan sólo de esos dos asientos iniciales que consignan las crónicas. Surgieron los diez mil ducados de guantes perfumados, los ciento setenta mil por reponer campanas gastadas a fuerza de repicar victorias, los cien millones por la paciencia en escuchar al Rey que pedía cuentas al que le regaló un Reino... La anécdota pasaba a ser tema de leyenda' ¿Qué pudo haber de realidad en el gesto inicial? Don Antonio Rodríguez Villa, que con su investigación fecunda y competente tanta luz proyectó sobre la figura del Gran Capitán, ha dejado bien centrado el alcance de este problema:

«Puede a este propósito decirse —escribe en informe dirigido a la Real Academia de la Historia— que si el hecho no fue cierto y oficial, mereció serlo, y lo fue, en nuestra opinión, de una manera oficiosa. Porque, enojado y resentido aquel invicto caudillo de que los codiciosos tesoreros de S. A., acaso incitados por ella, le apremiasen continuamente a dar cuenta de los gastos hechos en la segunda conquista de Nápoles, les presentó o refirió de palabra aquellas irónicas, y graciosas partidas de descargo, que tanto se celebraron entonces y perduran todavía ahora en nuestra memoria».

No hay razones que obliguen a dudar: de la certeza de este incidente en su alcance concreto, tal como lo refieren las crónicas. Gonzalo, por su temperamento, por su noble desinterés y generosidad, no podía admitir una mezquina discusión de cuentas con gentes de la traza de un Spinelli. Se sentía ofendido, no sólo por el desconsiderado acoso de los tesoreros, sino también por la actitud del Monarca, que, cuando menos, lo toleraba. Desahogó su amargura envolviéndola en ingenio e ironía. Cuando se enteró el Rey Católico de las partidas fantásticas de aquella rendición de cuentas, apreció en su justa medida cuán ruin y ridículo resultaba este forcejeo.

Lojendio pone el episodio en el contexto del desembarco de Fernando en Nápoles el 1 de noviembre de 1506, poco después de enterarse de la muerte de Felipe el Hermoso en Burgos (25 de septiembre). La posición que tiene en ese momento el rey es delicada: debe procurar restaurar en sus posesiones a todos los nobles napolitanos que le sea posible (a excepción de los dos más significados partidarios de Carlos VIII de Francia: el Príncipe de Rossano y el conde de Campobasso), en perjuicio de los compañeros a los que el Capitán ha repartido un generoso botín (cita Lojendio a Pedro de Paz, Antonio de Leiva, Benavides, Gómez de Solís, el Prior de Messina, Luis Herrera, el Comendador de Trebejo, Diego García de Paredes, el capitán Cuello, Mosén Mudarra y Micer Teodoro, capitán de albaneses).
- La gran amargura, la gran decepción de aquellos soldados victoriosos hería en su alma la fibra más sensible: la de su generosidad extremada. En este momento de su vida, bajo la influencia de este estado de ánimo, se suscita el episodio de las famosas cuentas del Gran Capitán.[8]

La posición de Gonzalo de Córdoba no excluía la posibilidad de convertirse él mismo en rey de Nápoles (como le sugería algún compañero de armas o algunos napolitanos), o cambiar de bando como cualquier otro condotiero de la Italia de la época, y ponerse al servicio del Papa o de quien mejor hiciese las cuentas.
Fernando se las apañó para volver con él a España, conjurando el peligro. Recluido en sus feudos andaluces, verá cómo los torreones de su castillo de Montilla serán desmochados, como los de muchos otros nobles levantiscos. La monarquía autoritaria, aún en sus inicios, estaba luchando por imponerse, y los tiempos corrían en su favor. Es bien sabido que Fernando estaba siendo observado por Maquiavelo, que le tomó como uno de los modelos de su Príncipe perfecto. También es bien sabido que, en el estereotipo del español castizo, esa dimensión calculadora y pragmática de Fernando era peor vista que la de otros reyes más idealistas (y no menos prudentes, como Felipe II).
No hay que olvidar que a la muerte de Isabel, Fernando sólo es rey en la Corona de Aragón, a la que están vinculados los reinos italianos desde el siglo XIII (vísperas sicilianas), mientras que en la Corona de Castilla la reina es su hija Juana (Juana la Loca). El que volvieran a unirse las dos coronas fue en parte un azar, ya que Fernando volvió a casarse (con Germana de Foix) y podía haber tenido descendencia. No obstante nunca dejó de gravitar sobre la política castellana, tutelando tanto la actividad de su hija como la de su yerno (Felipe el Hermoso, cuya temprana muerte hacía el equilibrio aún más complicado), y la declaración de locura de Juana que le hicieron retomar el control, como regente en nombre de la reina incapaz y en espera de la mayoría de edad de su nieto Carlos (futuro Carlos I de España).
La unión de las dos coronas era únicamente personal en la figura de sus reyes, y se había disuelto –nadie sabía si temporal o definitivamente– con la muerte de la reina. Los proyectos de expansión de cada una eran geográficamente opuestos: atlántico el de Castilla y mediterráneo el de Aragón. La alianza secular de la alta nobleza castellana (la lana) con Flandes (los paños), en ese momento controlado por Maximiliano I de Habsburgo, consuegro de Fernando el Católico por ser el padre de Felipe el Hermoso, era compatible sólo hasta cierto punto con la expansión por Italia y el norte de África, coyunturalmente y más que otra cosa por el común enemigo: el reino de Francia.
La no integración entre Castilla y Aragón se ve claramente en la exclusión de esta última de la recién comenzada aventura americana: será Sevilla la que organice el monopolio de este comercio, reservado a comerciantes de nacionalidad castellana, y no podrán intervenir catalanes, valencianos, mallorquines ni aragoneses. Lo indica explícitamente el lema que el propio Fernando mandó grabar como epitafio en la tumba del Almirante, muerto ese mismo año de 1506:

A Castilla y a León
nuevo mundo dió Colón.

que se convirtió (la mutación de las frases célebres no es exclusiva de las Cuentas) en una coplilla popular irónicamente terminada con otro verso:

Con los cuartos de Aragón.

Gonzalo, en Italia, reorganiza la Infantería creando las Coronelías, unidades que serían la base de los futuros Tercios, tropas experimentadas en la Guerra de Granada y de base nacional castellana, aunque mercenarias y por tanto abiertas a cualquier soldado de fortuna de Europa, como los citados albaneses, y que no tardando mucho incluirían a los famosos lansquenetes alemanes, que se destacaron veinte años más tarde, ya en reinado de Carlos V, en la batalla de Pavía (que significó la captura de Francisco I de Francia y el dominio español sobre el norte de Italia a través del ducado de Milán) y el subsiguiente saco de Roma.